# Ploufragan
Ploufragan är en kommun i departementet Côtes-d'Armor i regionen Bretagne i nordvästra Frankrike. Kommunen ligger i kantonen Ploufragan som tillhör arrondissementet Saint-Brieuc. År 2022 hade Ploufragan 11 347 invånare.

## Befolkningsutveckling
Antalet invånare i kommunen Ploufragan
Referens:INSEE